# Andreas Aigner
Andreas Aigner (Leoben, 24 settembre 1984) è un pilota di rally austriaco, vincitore del campionato PWRC 2008.

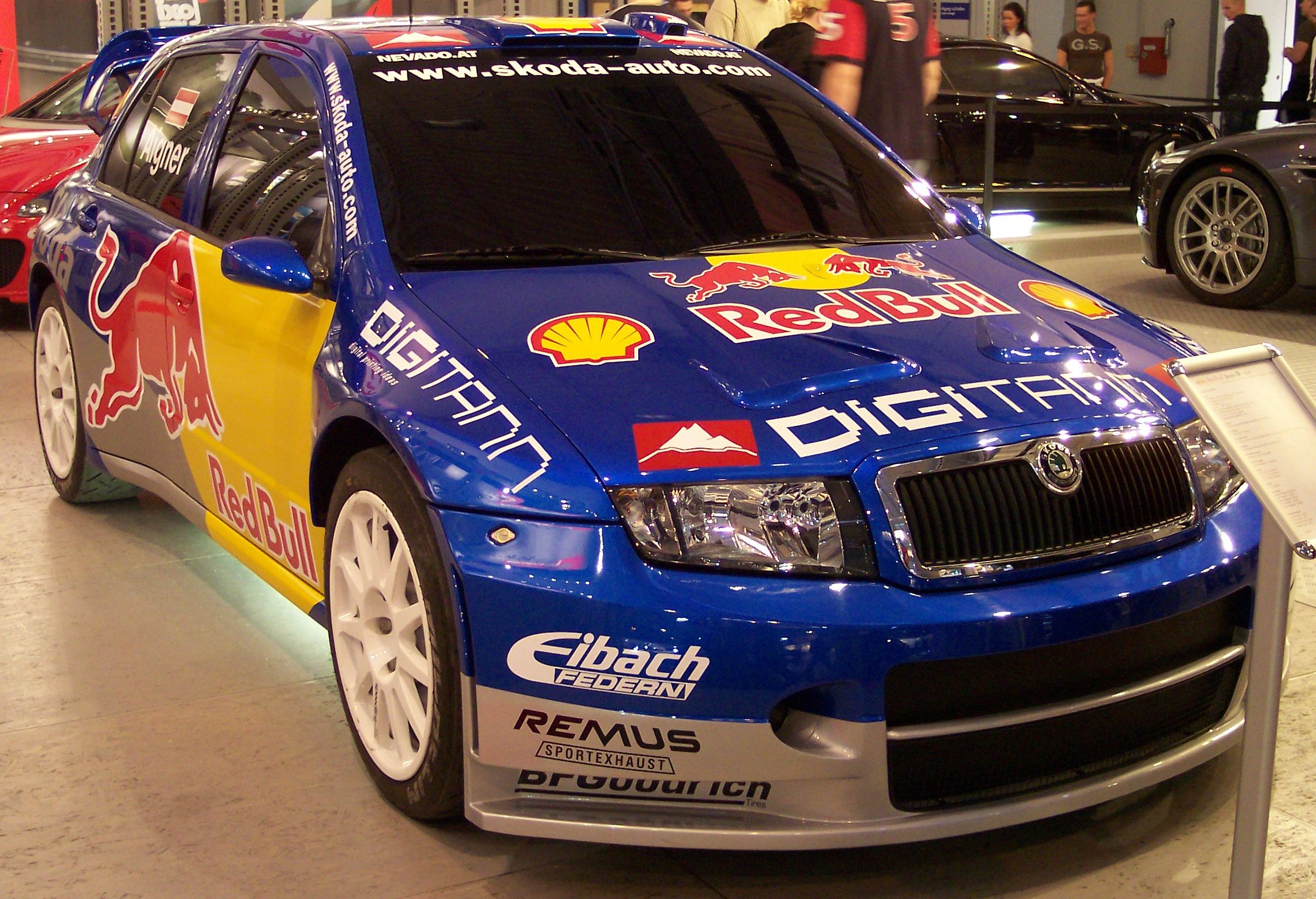
Skoda Fabia WRC con cui Aigner ha preso parte al WRC 2006

Ha esordito nel WRC al rally di Cipro del 2005.

## Palmarès
- PWRC: 1
2008 su Mitsubishi Lancer Evo X

### Vittorie nel P-WRC
| Nº | Anno | Rally               | Copilota    | Vettura                  | Squadra              |
| -- | ---- | ------------------- | ----------- | ------------------------ | -------------------- |
| 1  | 2008 | Rally d'Argentina   | Klaus Wicha | Mitsubishi Lancer Evo IX | Red Bull Rallye Team |
| 2  | 2008 | Rally dell'Acropoli | Klaus Wicha | Mitsubishi Lancer Evo IX | Red Bull Rallye Team |
| 3  | 2008 | Rally di Turchia    | Klaus Wicha | Mitsubishi Lancer Evo IX | Red Bull Rallye Team |

## Risultati nel mondiale rally

### WRC
| 2005 | Scuderia | Vettura                    |  |  |  |  |  |    |     |  |  |  |     |    |  |  |  |  | Punti | Pos. |
| ---- | -------- | -------------------------- |  |  |  |  |  | -- | --- |  |  |  | --- | -- |  |  |  |  | ----- | ---- |
| 2005 |          | Mitsubishi Lancer Evo VIII |  |  |  |  |  | 19 | Rit |  |  |  | Rit | 25 |  |  |  |  | 0     |      |

| 2006 | Scuderia       | Vettura         |    |     |  |    |    |  |    |    |   |  |  |     |    |  |  |     | Punti | Pos. |
| ---- | -------------- | --------------- | -- | --- |  | -- | -- |  | -- | -- | - |  |  | --- | -- |  |  | --- | ----- | ---- |
| 2006 | Red Bull Škoda | Škoda Fabia WRC | 13 | Rit |  | 13 | 15 |  | 13 | 14 | 6 |  |  | Rit | 10 |  |  | Rit | 3     | 23º  |

| 2007 | Scuderia             | Vettura                  |     |    |    |    |  |    |  |    |  |  |  |    |    |  |     |    | Punti | Pos. |
| ---- | -------------------- | ------------------------ | --- | -- | -- | -- |  | -- |  | -- |  |  |  | -- | -- |  | --- | -- | ----- | ---- |
| 2007 | Red Bull Rallye Team | Mitsubishi Lancer Evo IX | Rit | 30 | 20 | 24 |  | 17 |  | 16 |  |  |  | 19 | 32 |  | Rit | 28 | 0     |      |

| 2008 | Scuderia             | Vettura                  |  |    |  |   |  |  |    |    |     |  |     |  |  |  |    |  | Punti | Pos. |
| ---- | -------------------- | ------------------------ |  | -- |  | - |  |  | -- | -- | --- |  | --- |  |  |  | -- |  | ----- | ---- |
| 2008 | Red Bull Rallye Team | Mitsubishi Lancer Evo IX |  | 31 |  | 8 |  |  | 14 | 11 | Rit |  | Rit |  |  |  | 13 |  | 1     | 20º  |

| 2012 | Scuderia          | Vettura                 |  |  |  |  |  |  |  |  |  |  |    |  |  |  |  |  | Punti | Pos. |
| ---- | ----------------- | ----------------------- |  |  |  |  |  |  |  |  |  |  | -- |  |  |  |  |  | ----- | ---- |
| 2012 | Proton Motorsport | Proton Satria Neo S2000 |  |  |  |  |  |  |  |  |  |  | 29 |  |  |  |  |  | 0     |      |

| Legenda | 1º posto | 2º posto | 3º posto | A punti | Senza punti | Ritirato | Squalificato | NP=Non partito C=Gara cancellata | Apice=Power stage |

### S-WRC
| 2012 | Scuderia          | Vettura                 |  |  |  |  |  |  |  |  |  |  |   |  |  |  |  |  | Punti | Pos. |
| ---- | ----------------- | ----------------------- |  |  |  |  |  |  |  |  |  |  | - |  |  |  |  |  | ----- | ---- |
| 2012 | Proton Motorsport | Proton Satria Neo S2000 |  |  |  |  |  |  |  |  |  |  | 4 |  |  |  |  |  | 12    | 11º  |

| Legenda | 1º posto | 2º posto | 3º posto | A punti | Senza punti | Ritirato | Squalificato | NP=Non partito C=Gara cancellata | Apice=Power stage |

### P-WRC
| 2007 | Scuderia             | Vettura                  |  |   |  |    |  |   |  |   |  |  |  |  |  |  |     |   | Punti | Pos. |
| ---- | -------------------- | ------------------------ |  | - |  | -- |  | - |  | - |  |  |  |  |  |  | --- | - | ----- | ---- |
| 2007 | Red Bull Rallye Team | Mitsubishi Lancer Evo IX |  | 9 |  | 11 |  | 7 |  | 2 |  |  |  |  |  |  | Rit | 9 | 10    | 13º  |

| 2008 | Scuderia             | Vettura                  |  |    |  |   |  |  |   |   |  |  |     |  |  |  |   |  | Punti | Pos. |
| ---- | -------------------- | ------------------------ |  | -- |  | - |  |  | - | - |  |  | --- |  |  |  | - |  | ----- | ---- |
| 2008 | Red Bull Rallye Team | Mitsubishi Lancer Evo IX |  | 14 |  | 1 |  |  | 1 | 1 |  |  | Rit |  |  |  | 2 |  | 38    | 1º   |

| Legenda | 1º posto | 2º posto | 3º posto | A punti | Senza punti | Ritirato | Squalificato | NP=Non partito C=Gara cancellata | Apice=Power stage |